# 二鶴堂
株式会社二鶴堂（にかくどう）は、福岡県福岡市東区に本社を置く日本の製菓企業・菓子店。
1952年（昭和27年）、現在の博多区中洲で創業。バウムクーヘンに羊羹を詰めた「博多の女」やスイートポテト「博多ぽてと」などの土産菓子で有名である。

## 沿革
- 1952年（昭和27年）12月9日 - 福岡市博多区中洲にて創業
- 1956年（昭和31年）3月9日 -「二鶴饅頭」が名誉総裁賞受賞
- 1964年（昭和39年）
  - 11月 - 福岡市東区馬出に本社・工場移転
  - 12月 - 博多ステーションビルに出店
- 1972年（昭和47年）8月5日 -「博多の女」発売
- 1974年（昭和49年）12月 - 佐賀県神埼郡東脊振村（現・吉野ヶ里町）に佐賀工場新設
- 1975年（昭和50年）3月10日 - 山陽新幹線が博多駅まで延伸開業。「博多の女」がその効果で爆発的ヒット商品となる
- 1977年（昭和52年）2月26日 -「博多の女」が名誉総裁賞受賞
- 1996年（平成8年）12月1日 -「博多ぽてと」発売
- 1997年（平成9年）2月4日 -「栗饅頭[3]」発売
- 2002年（平成14年）11月17日 -「博多ぽてと」が厚生労働大臣賞受賞
- 2007年（平成19年）3月 - 佐賀工場が佐賀市へ新設移転
- 2010年（平成22年）9月1日 -「博多バームスティック[4]」発売

## 事業所・店舗
製造所
- 本社・福岡工場 - 福岡県福岡市東区馬出6-15-21[5]
- 佐賀工場 - 佐賀県佐賀市久保泉町大字上和泉字泉1580-21[5]

直営店
- 本店 - 福岡県福岡市東区馬出6-15-21[6]
- 博多マイング店 - 福岡市博多区博多駅中央街1-1[7]
- 博多デイトス店 - 福岡市博多区博多駅中央街1-1[8]

## 商品
- 博多の人
  - ロングバームシリーズ（「「博多の女」派生商品） - JR西日本の山陽新幹線やJR九州の様々な車両のイラストを印刷した細長い箱に入った長さ約50cmのバウムクーヘン[9]
  - 博多バームスティック、博多めんたいバームスティック（「博多の女」派生商品）
- 博多ぽてと - スイートポテト
- 中洲deいちご[10]
- 栗饅頭

### 過去の商品
- 二鶴饅頭
- 博多一番
- 卑弥呼の詩
- シルクロードの詩

## CM出演者
- パパイヤ鈴木（博多ぽてと）
- 福田愛依（博多めんたいバームスティック）
- 岡澤アキラ[11]（博多の人）

## 提供番組
- 『ももち浜ストア』[12]（テレビ西日本）
- 『うどんMAPサタデー』[13]（テレビ西日本）

## 関連会社
- 日本一たい焼[14] - 当社がプロデュースし関連会社として分社化したたい焼きチェーン店